# لويس إنريكي كوينونيس
لويس إنريكي كوينونيس (بالإسبانية: Luis Discolo Quiñonez) هو لاعب كرة قدم كولومبي في مركز الهجوم، ولد في 26 يونيو 1991 في Santiago Tlacotepec ‏ في المكسيك. لعب مع أتلتيكو جونيور.

## وصلات خارجية
- لويس إنريكي كوينونيس على موقع الاتحاد الدولي (مؤرشف)  (الإنجليزية)
- لويس إنريكي كوينونيس على موقع ناشيونال فوتبول تيمز (الإنجليزية)
- لويس إنريكي كوينونيس على موقع Soccerway.com (الإنجليزية)
- لويس إنريكي كوينونيس على موقع AS.com (الإسبانية)